# Aristolochia fangchi
Aristolochia fangchi (лат.) — многолетнее цветковое вьющееся растение, вид рода Кирказон (Aristolochia) семейства Кирказоновые (Aristolochiaceae). Произрастает во Вьетнаме, юго-восточном и юго-центральном Китае.

## Описание
Aristolochia fangchi — вьющиеся кустарники. Стебли цилиндрические, с тёмными бороздками, опуённые. Черешок 1-4 см, густо коричнево-волосистый; пластинка продолговатая или яйцевидно-продолговатая, редко яйцевидно-ланцетная, 6-16 x 3,5-5 см, кожистая, основание округлое, верхушка острая или тупая. Соцветие — кисть на деревянистых стеблях, 2-4-цветковые, 4-6 см. Цветоножки 5-7 см, поникающие, густоволосистые; прицветники шиловидные, 8,3 × около 1 мм. Чашечка пурпурная с жёлтыми пятнами и белым горловиной; трубка подковообразная, нижняя поверхность густо опушённая. Плод — коробочка 5-10 × 3-5 см. Семена яйцевидно-дельтовидные. A. fangchi цветёт в апреле-мае, затем в июле-сентябре.

## Распространение и местообитание
Встречается в густых лесах, зарослях и на склонах; на высоте 500—1000 метров в китайских провинциях Гуандун, Гуанси и Гуйчжоу.

## Токсичность
В 1993 году в Бельгии была зарегистрирована серия случаев терминальной стадии почечной недостаточности, связанных с применением препарата для снижения веса, в котором стефания четырёхтычинковая (Stephania tetrandra) в растительном препарате была случайно заменена на кирказон Aristolochia fangchi. У более чем 105 пациентов была выявлена нефропатия после приёма этого препарата в той же клинике с 1990 по 1992 год. Многим потребовалась трансплантация почки или диализ.